# WrestleMania 39
WrestleMania 39 (comercializado como WrestleMania Goes Hollywood) fue el trigésimo noveno evento anual de pago por evento y transmisión en vivo de lucha libre profesional de WrestleMania producido por la WWE. Se llevó a cabo con luchadores de las marcas Raw y SmackDown el 1 y 2 de abril de 2023, en el SoFi Stadium en Inglewood, California, que era la sede original para WrestleMania 37 antes de que la pandemia de COVID-19 obligara a su reubicación.
WrestleMania 39 fue el primer evento de su tipo, desde WrestleMania 21, que se llevara a cabo en el Gran Los Ángeles, y el séptimo en el estado de California, después de las edicioones 2, VII, XII, 2000, 21 y 31. Además, fue el primer WrestleMania bajo el control creativo liderado por Paul «Triple H» Levesque, luego del retiro de Vince McMahon en julio de 2022, quien se había desempeñado como presidente y director ejecutivo de la empresa desde 1982 y creó WrestleMania en 1985. Además de ser el primer WrestleMania que tuvo como evento estelar un combate en parejas desde la primera edición del evento.
El 27 de abril se anunció que The Miz sería el anfitrión del evento y más tarde se sumó el cantante Snoop Dogg. En tanto, los temas oficiales fueron Less Than Zero de The Weeknd y "Hollywood Swinging" de Kool & the Gang, siendo los anfitriones del evento cumbre de la lucha libre.

## Producción
WrestleMania es considerado el principal evento de la WWE. Es el evento de lucha libre profesional de mayor duración en la historia, llevándose a cabo desde 1985. Se celebra anualmente entre mediados de los meses de marzo y abril. Es considerado el primero de los cuatro grandes pagos por evento de la WWE, que incluyen Royal Rumble, SummerSlam y Survivor Series. WrestleMania está clasificado como la sexta marca deportiva más valiosa del mundo por la revista Forbes, y es definido como el Super Bowl del entretenimiento deportivo.

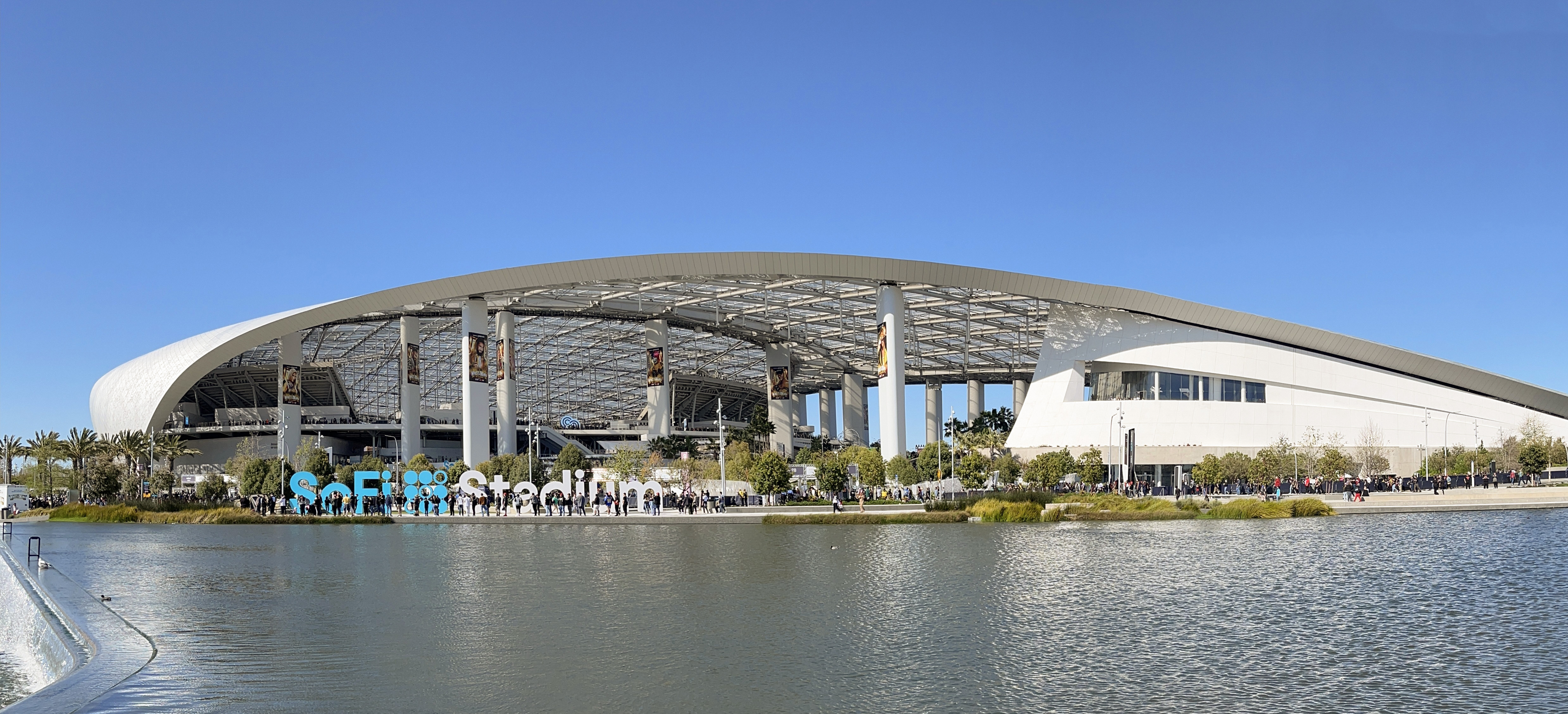
SoFi Stadium en Inglewood, California, lugar donde se realizó el evento. Nótense los pósteres publicitarios colocados en las estructuras del lugar, presentando a varios luchadores de WWE.

El 15 de febrero de 2020, la WWE anunció que el SoFi Stadium de Inglewood, California sería la sede de WrestleMania 37. Promocionando el evento para el día 28 de marzo de 2021, y bajo el nombre de "WrestleMania Hollywood".
Sin embargo, en medio de la pandemia de COVID-19 en octubre de 2020, la WWE decidió reubicar WrestleMania 37, ya que el estado de la pandemia de COVID-19 en California hizo que el evento no se pudiera realizar con espectadores presenciales en la fecha prevista. Por lo que, WWE decidió trasladar el evento al estadio Raymond James en Tampa, Florida, que originalmente estaba programado para albergar WrestleMania 36, sin embargo, debido a la pandemia, WWE tuvo que hacer el evento a puerta cerrada en sus instalaciones de entrenamiento en Orlando.
Durante la emisión de WrestleMania 38, se dio a conocer que WrestleMania 39 se llevaría a cabo en el SoFi Stadium y llevaría el nombre de "WrestleMania Hollywood", tal como estaba planeado dos años antes. 
La compañía reveló que, al igual que las anteriores tres ediciones de WrestleMania, WrestleMania 39 se amplió a un evento de dos noches, siendo programado para el sábado 1 y el domingo 2 de abril.

### WrestleMania Weekend

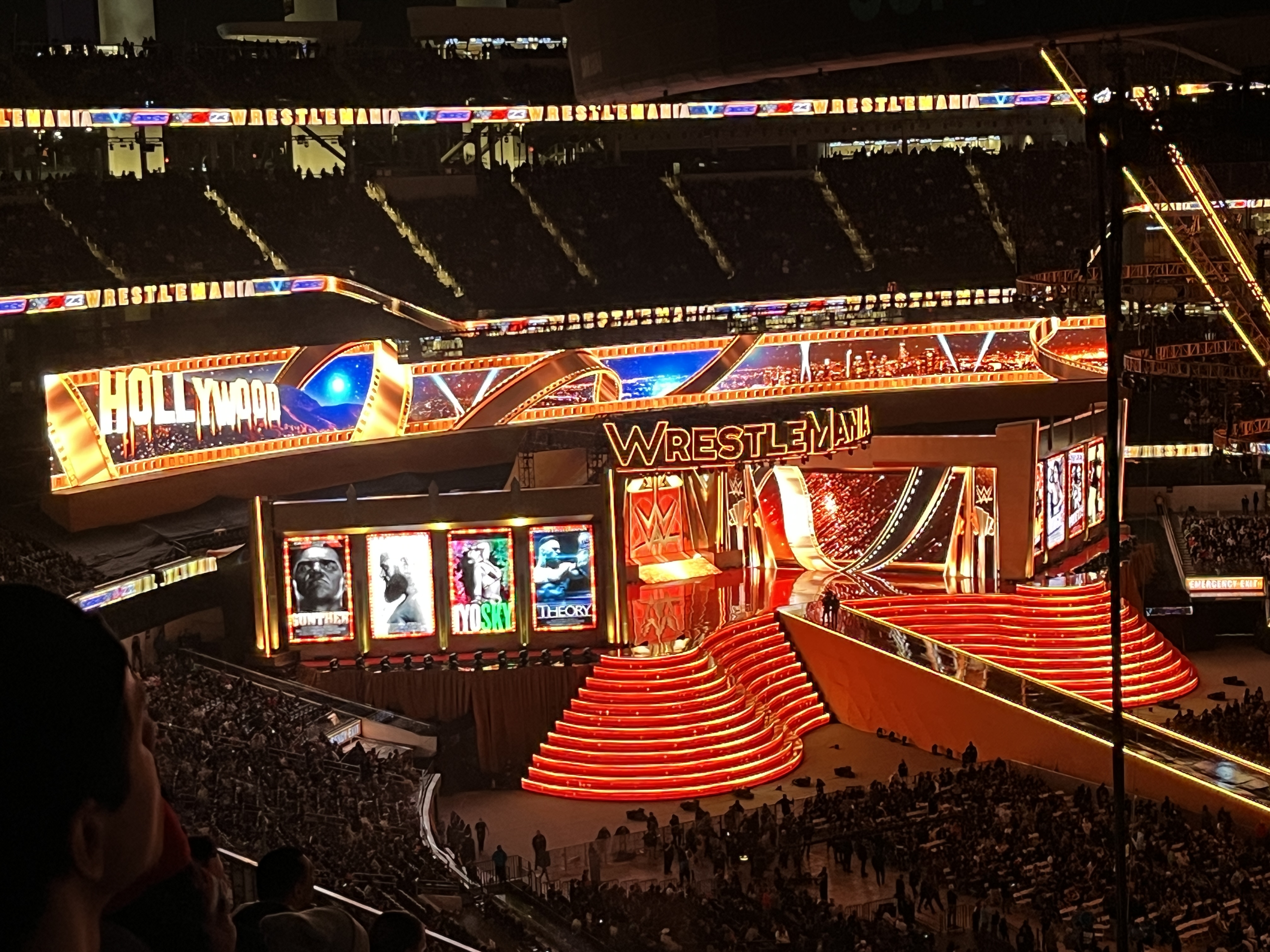
Escenario utilizado para el evento.

Como es tradición, WWE realizará una serie de eventos a lo largo de la semana antes del evento máximo. El 31 de marzo, la noche anterior a WrestleMania 39, la WWE dio un episodio especial de SmackDown "Edición WrestleMania". Inmediatamente después, se llevó a cabo la ceremonia de inducción al Salón de la Fama de la WWE 2023. 
El 1 de abril, horas antes de WrestleMania, se llevó a cabo el evento anual de la marca NXT, Stand & Deliver en su edición 2023. 
Finalmente, la semana de WrestleMania concluirá el día lunes con Raw después de WrestleMania, el 3 de abril. Todos estos eventos se llevarán a cabo en vivo en el Crypto.com Arena  de Los Ángeles.

### Parodias
Al igual que en WrestleMania 21, WWE lanzó una serie de cortos promocionales donde se parodian películas exitosas de Hollywood de forma humorística, con la distinción de incluir a luchadores como protagonistas de estos cortos. Estos son emitidos durante las emisiones televisivas de Raw y Smackdown. 
La lista de películas y sus protagonistas son:
- Top Gun: The Miz & Maryse.
- Stranger Things: Rhea Ripley & John Cena.
- Titanic: Montez Ford & Bianca Belair.
- Virgen a los 40: Drew McIntyre & Brawling Brutes (Sheamus, Ridge Holland & Butch).
- Joker: Seth Rollins & Becky Lynch.
- Goodfellas: The Bloodline (Roman Reigns, Paul Heyman, Solo Sikoa, Jey & Jimmy Uso).

### Celebridades

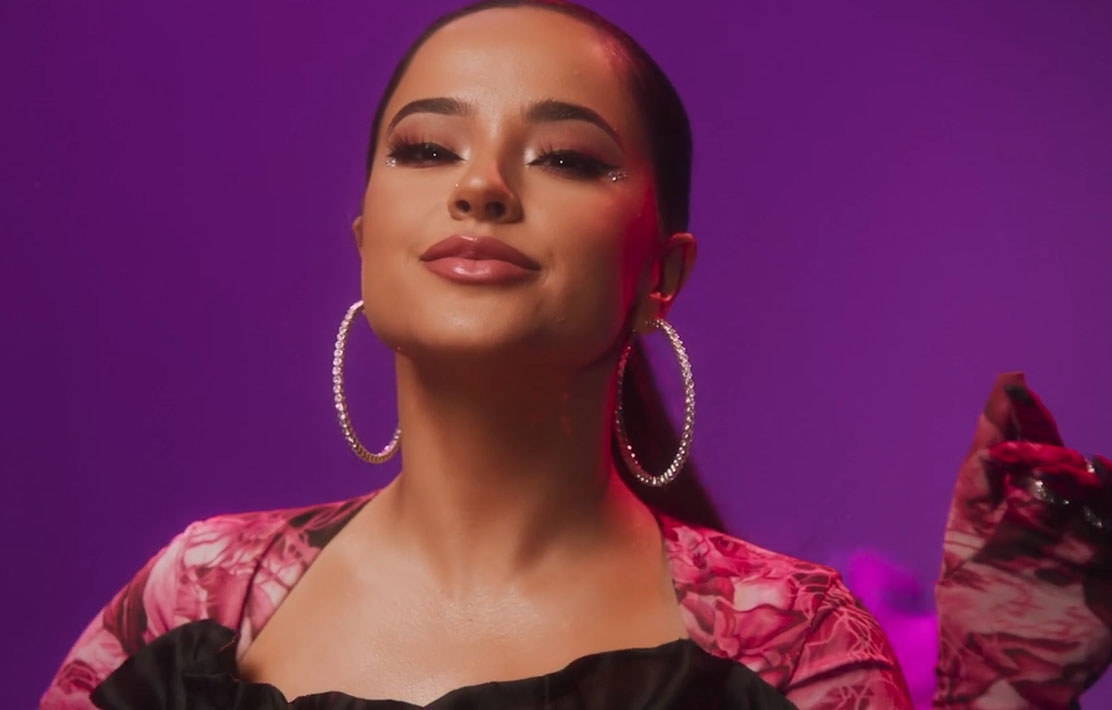
Becky G fue la cantante que abrió el evento cumbre de lucha libre profesional, cantando America the Beautiful

WrestleMania 39 contó con la aparición de la celebridad de Internet Logan Paul, quien participó en una lucha ante Seth "Freakin" Rollins y el regreso de Pat McAfee en la noche 1 del evento. También, tras sus destacadas actuaciones en la serie televisiva Peacemaker y la película de Rápidos y Furiosos 9, John Cena volvió al ring para luchar ante Austin Theory. 
Con fines de promoción, WWE creó el Cinturón Dorado, un título no oficial que sería entregado a diferentes celebridades de Hollywood. A través de un video, Snoop Dogg se proclamó como el primer campeón. Posteriormente se vería a Brandi Cyrus, Lane Johnson, Joey Logano y Vanessa Hudgens en sus redes sociales con el título. 
Además, la cantante de pop/reggaeton Becky G interpretó America the Beautiful en la Noche 1. Mientras que, Jimmie Allen interpretó la  canción en la Noche 2.

## Antecedentes
En WrestleMania 38, Cody Rhodes regresó sorpresivamente a la WWE después de haber estado fuera de la compañía por seis años, derrotando a Seth Rollins. En el mismo evento, Roman Reigns venció a Brock Lesnar y se convirtió en el Campeón Universal Indiscutible de la WWE, al retener el Campeonato Universal y ganar el Campeonato de la WWE. En el Raw después de WrestleMania, Rhodes declaró que volvió para ganar el Campeonato de la WWE, por su padre, Dusty Rhodes, quien nunca ganó el título. En junio, Rhodes sufrió una lesión en el pectoral que lo dejó fuera durante 7 meses. En Royal Rumble 2023, Rhodes regresó y ganó la batalla real para obtener una oportunidad titular por el Campeonato Universal Indiscutible de la WWE ante Reigns en WrestleMania 39. En el Raw siguiente, Paul Heyman tuvo un careo con Rhodes, en el cual le afirmó que Reigns (quien fue entrenado por Dusty) fue el hijo que su padre siempre quiso tener. Rhodes luego hizo una aparición en el episodio del 3 de marzo de SmackDown para confrontar a Reigns cara a cara por primera vez. Rhodes dijo que a lo largo de su carrera, siempre había superado las adversidades y lo volvería a hacer en WrestleMania. Reigns reforzó lo que había dicho Heyman, y luego le dijo a Rhodes que en WrestleMania, si había algo que Dusty no le enseñó a su propio hijo, Reigns lo haría.
En Royal Rumble, Rhea Ripley ganó la batalla real femenina y obtuvo una opción titular por el campeonato femenino de su elección en WrestleMania 39. En la siguiente edición de Raw, Ripley eligió desafiar a Charlotte Flair por el Campeonato Femenino de SmackDown, como una revancha de WrestleMania 36 en 2020,  donde Flair ganó la batalla real femenina de ese año y eligió enfrentar a Ripley por el Campeonato Femenino de NXT, derrotándola y quitándole el título. Esta fue la primera revancha femenina en WrestleMania de la historia.
Debido a que Ripley eligió el Campeonato Femenino de SmackDown, se programó un combate en Elimination Chamber para determinar a la retadora de Bianca Belair por el Campeonato Femenino de Raw en WrestleMania 39. El combate fue ganado por Asuka, quien venció a Nikki Cross, Liv Morgan, Natalya, Raquel Rodríguez y Carmella.
En el episodio del 20 de febrero de Raw, Omos y su mánager MVP se refirieron a la lucha entre Brock Lesnar y Bobby Lashley en Elimination Chamber dos días antes. MVP llamó a Lesnar cobarde y afirmó que se descalificó intencionalmente, porque sabía que no podía romper el «Hurt Lock» de Lashley. Luego, MVP invitó a Lesnar a Raw la semana siguiente para aceptar el desafío de Omos para un combate en WrestleMania 39.  En el episodio del 27 de febrero, Lesnar hizo oficial el combate, después de un escupitajo de MVP en su cara, tras este último ofrecerle un trago y aplicarle un «F-5».
En el episodio del 3 de marzo de SmackDown se anunció una Fatal 5 Way match entre Drew McIntyre, LA Knight, Sheamus, Kofi Kingston y Karrion Kross por una oportunidad titular por el Campeonato Intercontinental de la WWE ante Gunther en WrestleMania 39. El 9 de marzo, se confirmó que Kofi Kingston había sufrido una lesión, por lo que fue reemplazado por su compañero de equipo, Xavier Woods. En ese combate, se produjo un doble pinfall, con McIntyre y Sheamus siendo nombrados co-ganadores, por lo que luego se anunció que los dos se enfrentarían la semana siguiente para determinar el contendiente definitivo. Finalmente, dicha lucha terminó en descalificación por la intervención de Imperium, por lo que Adam Pearce determinó una triple amenaza.

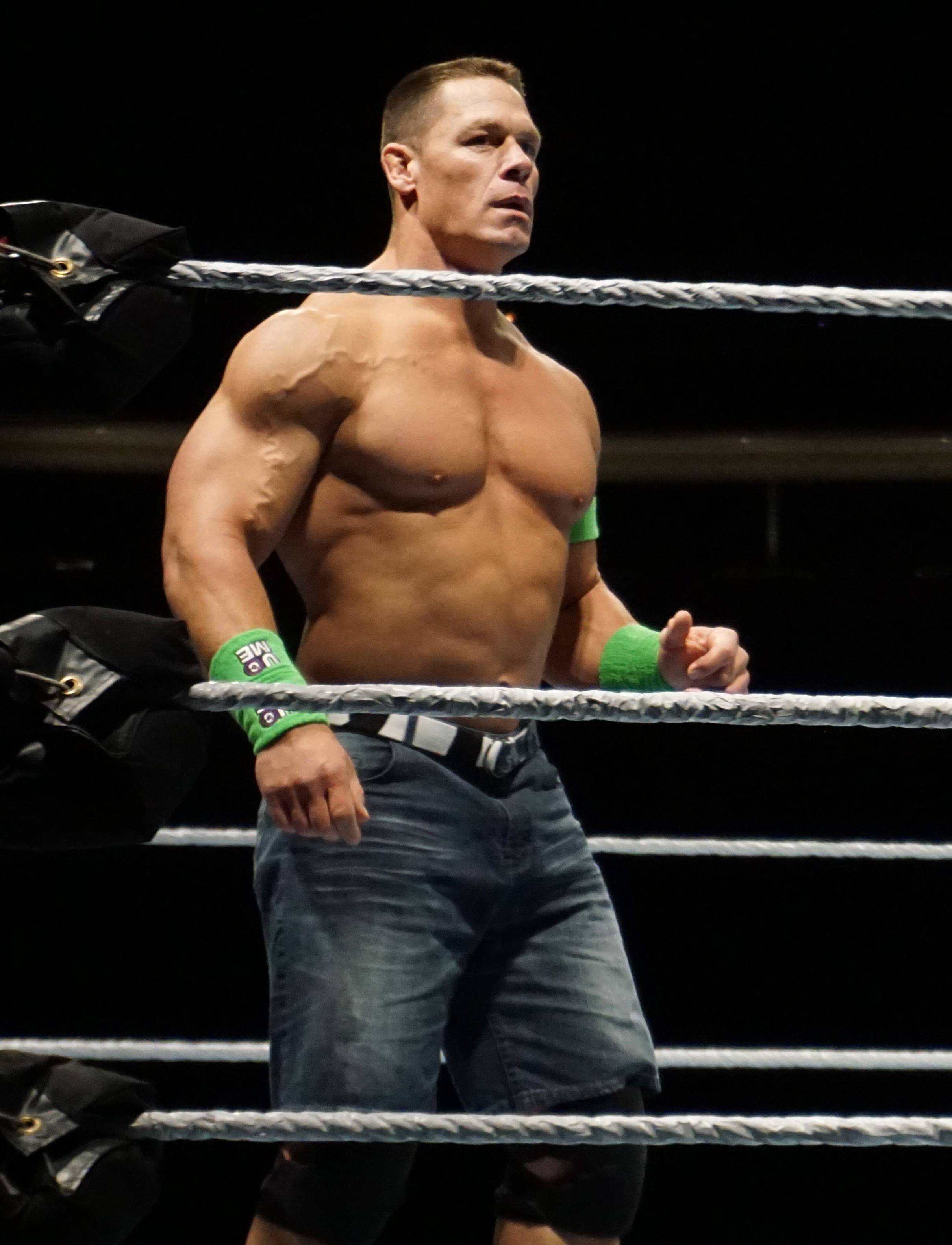
John Cena compitió por el Campeonato de los Estados Unidos en WrestleMania 39. Esta fue su primera aparición en el evento desde WrestleMania 36 en 2020. También es la primera vez que Cena participaba en el combate que abre el evento desde WrestleMania XX.

Desde abril de 2022, Austin Theory y John Cena se estuvieron provocando en las redes sociales. Los dos se encontraron cara a cara durante la celebración del 20 aniversario de la trayectoria de Cena en el episodio del 27 de junio de 2022 de Raw, instancia en la que Theory se burló de Cena. En febrero de 2023, durante la conferencia de prensa posterior a Elimination Chamber y después de retener el Campeonato de los Estados Unidos, Theory se molestó porque todos preguntaban por Cena en lugar de sus propios logros. Después de que se anunciara que Cena regresaría en el episodio del 6 de marzo de Raw, Theory dijo que le daría una cálida bienvenida. Allí, dijo que Cena fue una inspiración para él y luego lo desafió a un combate en WrestleMania 39 con el Campeonato de los Estados Unidos en juego, pero Cena lo rechazó porque sintió que Theory no estaba listo. Después de algunas incitaciones de Theory, Cena dejó que el público de Boston, su ciudad natal, decidiera, y vitorearon para ver el combate, lo que llevó a Cena a aceptar.
En Royal Rumble, Logan Paul, quien había estado fuera por una lesión desde Crown Jewel en noviembre de 2022, hizo un regreso sorpresa como participante en el Royal Rumble match masculino y eliminó a Seth Rollins. Después de esto, Rollins comenzó a hablar mal de Paul en entrevistas, afirmando que no quería que Paul estuviera en la industria de la lucha libre profesional. En Elimination Chamber, durante el combate titular, Paul se coló dentro de la estructura y atacó a Rollins, lo que le costó a este la oportunidad de recuperar el Campeonato de los Estados Unidos. Durante el episodio del 27 de febrero de Raw, Rollins llamó a Paul para encontrarse con él cara a cara en el siguiente episodio, y Paul aceptó. Allí, Rollins quería irse a los golpes, pero Paul dijo que no pelearía gratis e insinuó que podrían luchar en WrestleMania 39. El anfitrión del evento, The Miz, dijo que podía hacer oficial el combate, y luego se confirmó. El propio Logan mencionó en su podcast, Impaulsive, que el combate se llevaría a cabo en la Noche 1.
En SummerSlam 2022, Bayley hizo su regreso junto a Dakota Kai e Iyo Sky después de la victoria de Bianca Belair sobre Becky Lynch. Lynch se tomaría un descanso, debido a una lesión, mientras que Bayley, Kai y Sky se autodenominarían Damage Control. Lynch regresó en noviembre y lideró a su equipo para derrotar a Damage Control en un WarGames match en Survivor Series WarGames. Durante las semanas siguientes, Damage Control siguió su rivalidad con Lynch y en el episodio del 6 de febrero de 2023 de Raw, durante un combate de Steel Cage entre ella y Bayley, la miembro del Salón de la Fama de la WWE, Lita, regresó y evitó que Sky y Kai interfirieran en la lucha, lo que le dio a Lynch la victoria. Lynch y Lita luego desafiaron a Kai y Sky por el Campeonato Femenino en Parejas de la WWE y las derrotaron en el episodio del 27 de febrero para ganar el título, gracias a que Trish Stratus reaparecería evitando una interferencia de Bayley. La semana siguiente, Stratus, fuera de actividad desde SummerSlam 2019, dijo que saldría de su retiro para que ella, Lynch y Lita pudieran desafiar a Damage Control a una lucha por equipos de seis mujeres en WrestleMania 39, reto que Damage Control aceptó.
En WrestleMania 38, Edge derrotó a AJ Styles tras interferir Damian Priest. Ambos formarían un dúo llamado The Judgment Day luego de que Edge admirase la dedicación de Priest para tener éxito y admitió que no estaba al tanto de las intenciones de ayudarlo en su combate, pero no obstante lo aceptó como su alumno. Durante los próximos meses de 2022, Rhea Ripley y Finn Bálor también se sumarían al grupo. En junio, sin embargo, Priest y Ripley traicionaron a Edge y lo sacaron del grupo, ocupando Bálor, que también participó en el ataque, su lugar como líder. En septiembre, The Judgment Day reclutó a Dominik Mysterio. Edge continuó su enemistad con la agrupación durante los siguientes meses, y junto a su esposa Beth Phoenix se unieron para derrotar a Bálor y Ripley en Elimination Chamber en febrero de 2023. En el siguiente episodio de Raw, Edge, quien sintió que su enemistad con The Judgment Day había terminado, perdió su combate por el Campeonato de los Estados Unidos después de la interferencia de Bálor. La semana siguiente, Bálor dijo que su enemistad no había terminado y desafió a Edge a un combate en WrestleMania 39. En el episodio de la semana siguiente, Edge interfirió en el combate de Bálor, lo que provocó que este perdiera. Se anunció que los dos acordaron un Hell in a Cell match en el evento.
En el episodio del 17 de marzo de SmackDown, se anunció que habría dos Fatal 4-Way matches de parejas en WrestleMania 39, uno para equipos varoniles y otro para femeniles. Esa misma noche, las primeras en clasificar fueron Raquel Rodríguez y Liv Morgan, quienes derrotaron a Emma y Tegan Nox. Una semana más tarde, Natalya y Shotzi lograron un cupo, tras vencer a Lacey Evans y Xia Li, mientras, Ronda Rousey y Shayna Baszler anunciaron que fueron añadidas a la lucha. Las últimas clasificadas fueron Chelsea Green y Sonya Deville, quienes en la edición del Raw WrestleMania Edition del 27 de marzo vencieron a Candice LeRae y Mia Yim "Michin". En tanto, por el lado de los hombres, el 20 de marzo se anunció que The Street Profits (Angelo Dawkins & Montez Ford), Alpha Academy (Chad Gable & Otis), The Viking Raiders (Erik & Ivar), y Braun Strowman & Ricochet, serían los participantes.
Desde finales de 2020, Kevin Owens tuvo una disputa intermitente con The Bloodline. En Survivor Series WarGames en noviembre de 2022, Owens estaba liderando el equipo contrario contra The Bloodline en el WarGames match, que incluía a su mejor amigo, Sami Zayn, quien se unió a los samoanos como miembro honorario a mediados de ese año. Zayn y compañía obtuvieron la victoria en Survivor Series gracias a que Zayn traicionó a Owens. Después de que el líder de The Bloodline, Roman Reigns, derrotara a Owens en Royal Rumble, The Usos (Jey Uso y Jimmy Uso) y Solo Sikoa atacaron a Owens, mientras Zayn observaba con incertidumbre. Reigns le ordenó a Zayn que atacara a Owens con una silla de acero, pero este se volvió hacia Reigns y lo atacó en su lugar. Zayn se disculpó con Jey, con quien se había vuelto cercano, solo para que Jimmy, Sikoa y Reigns atacaran a Zayn cuando Jey, emocionalmente angustiado, abandonó el ring mientras el resto de The Bloodline continuaba con el ataque. Esto llevó a un combate entre Reigns y Zayn en Elimination Chamber, donde Reigns ganó, pero después del combate, Owens evitó que The Bloodline (excepto Jey) atacara más a Zayn. En el siguiente Raw, Zayn dijo que a pesar de su dura historia, él y Owens deberían trabajar juntos para derrotar a The Bloodline. Owens dijo que solo ayudó a Zayn para que su familia no tuviera que verlo ser destruido como lo hizo Owens frente a su propia familia en Royal Rumble y le dijo que continuaría luchando solo. En las próximas semanas, Zayn trató de convencer a The Usos de que Reigns los estaba manipulando. Jimmy mantuvo su lealtad a su familia, mientras que la incertidumbre de Jey continuó hasta el episodio del 6 de marzo, donde aparentemente se puso del lado de Zayn, pero luego se volvió contra él, porque no eran familia. La semana siguiente, el oponente de WrestleMania de Reigns, Cody Rhodes, intentó ayudar a arreglar las cosas entre Owens y Zayn, pero Owens se negó; sin embargo, más tarde esa noche, acudió en ayuda de Zayn, quien fue emboscado por The Usos, y ambos se abrazaron. En el episodio del 20 de marzo de Raw, The Usos aceptaron el desafío de Owens y Zayn para un combate por el Campeonato Indiscutible en Parejas de la WWE en WrestleMania 39.
Rey Mysterio también tendría sus propios problemas con The Judgment Day, que solo aumentaron cuando su propio hijo Dominik se volvió contra él para unirse a ellos en Clash at the Castle en septiembre de 2022. Rey se negó a pelear contra su propio hijo y estaba a punto de dejar WWE, pero Triple H lo convenció de quedarse y fue transferido a la marca SmackDown para evitar a The Judgement Day en Raw. Sin embargo, sus caminos volverían a cruzarse en Royal Rumble. Se suponía que Rey competiría en el Royal Rumble combate varonil, pero nunca salió cuando sonó su música de entrada. Luego entró Dominik, que llevaba la máscara de Rey, lo que implica que atacó a su padre para evitar que entrara. Con Rhea Ripley ganando el Royal Rumble femenino y eligiendo competir por el Campeonato Femenino de SmackDown, el grupo comenzó a aparecer en dicha marca, por lo que Dominik comenzó a atormentar a su padre nuevamente. En el episodio del 10 de marzo, luego de que se anunciara que Rey sería el primer miembro del Salón de la Fama de la WWE Class of 2023, The Judgment Day interrumpió y Dominik dijo que su padre no merecía el reconocimiento. La semana siguiente, un emocionado Rey dijo que quería a Dominik a su lado para su inducción al Salón de la Fama, pero Dominik intentó incitar a Rey a un combate en WrestleMania 39. Rey, sin embargo, afirmó su posición de que no pelearía con su hijo. En el episodio del 24 de marzo, la familia Mysterio asistió al combate de Rey, que perdió gracias a la interferencia de Dominik. Posteriormente, Dominik le faltó el respeto a su madre y hermana, lo que obligó a Rey a intervenir y golpear a Dominik. Rey luego declaró que Dominik lo obligó a hacerlo y aceptó su desafío para un combate en WrestleMania 39.

## Resultados

### Noche 1: 1 de abril
- Austin Theory derrotó a John Cena y retuvo el Campeonato de los Estados Unidos (11:21).[41]
  - Austin Theory cubrió a Cena después de un  «Low Blow» y un «A-Town Down».
  - Durante la lucha, Theory se rindió con un «STF» de Cena, pero el árbitro se encontraba inconsciente al momento de la rendición.
- The Street Profits (Angelo Dawkins & Montez Ford) derrotó a Alpha Academy (Chad Gable & Otis), The Viking Raiders (Erik & Ivar) (con Valhalla), y Braun Strowman & Ricochet en el WrestleMania Showcase Match Masculino (8:30).[42]
  - Dawkins cubrió a Ricochet después de un «Frog Splash» de Ford.
  - Titus O'Neil fue el comentarista invitado en esta lucha.
- Seth "Freakin" Rollins derrotó a Logan Paul (con KSI) (16:15).[43]
  - Rollins cubrió a Paul después de un «Curb Stomp».
  - Durante la lucha, KSI interfirío a favor de Paul.
- Becky Lynch, Lita & Trish Stratus derrotaron a Damage CTRL (Bayley, Dakota Kai & Iyo Sky) (14:40).[44]
  - Lynch cubrió a Bayley después de un «Manhandle Slam» desde la tercera cuerda.
  - Esta fue el regreso a WrestleMania de Stratus desde SummerSlam (2019).
- Rey Mysterio derrotó a Dominik Mysterio (14:55).[45]
  - Rey cubrió a Dominik después de un «Frog Splash».
  - Durante la lucha, The Judgement Day (Finn Bálor & Damian Priest) interfirieron a favor de Dominik, mientras que Angie Mysterio, Aalyah Mysterio, Legado Del Fantasma (Santos Escobar, Cruz Del Toro & Joaquin Wilde) & Bad Bunny lo hicieron a favor de Rey.
  - Bad Bunny fue el comentarista invitado en esta lucha.
  - Rey realizó su entrada al ring junto a Snoop Dogg.
- Rhea Ripley derrotó a Charlotte Flair y ganó el Campeonato Femenino de SmackDown (23:35).[46]
  - Ripley cubrió a Flair después de un «Riptide» desde la segunda cuerda.
- Pat McAfee (con George Kittle) derrotó a The Miz (3:34).
  - McAfee cubrió a The Miz después de un «Punt Kick».
  - Durante la lucha, Kittle interfirió a favor de McAfee.
  - Esta lucha fue pactada por Snoop Dogg.
- Kevin Owens & Sami Zayn derrotaron a The Usos (Jey Uso & Jimmy Uso) y ganaron el Campeonato Indiscutible en Parejas de la WWE (24:21).[47]
  - Zayn cubrió a Jey después de tres «Helluva Kick».
  - Con este resultado, Owens se convirtió en el vigésimo tercer campeón Grand Slam en formato masculino.
  - The Usos realizó su entrada al ring junto a Lil Uzi Vert.
  - Esta lucha fue calificada con 5 estrellas por Dave Meltzer.

### Noche 2: 2 de abril
- Brock Lesnar derrotó a Omos (con MVP) (4:56).[48]
  - Lesnar cubrió a Omos después de un «F-5».
- Ronda Rousey & Shayna Baszler derrotaron a Chelsea Green & Sonya Deville, Liv Morgan & Raquel Rodríguez, y Natalya & Shotzi en el  WrestleMania Showcase Match Femenino (8:25).[49]
  - Rousey forzó a Shotzi a rendirse con un «Armbar».
  - Durante la lucha Green y Deville se rindieron ante Natalya pero Morgan freno la submision y el árbitro no la tomó en cuenta.
- Gunther derrotó a Drew McIntyre y Sheamus y retuvo el Campeonato Intercontinental (16:36).[50]
  - Gunther cubrió a McIntyre después de un «Last Symphony».
  - Titus O'Neil fue el comentarista invitado en esta lucha.
  - Esta lucha fue calificada con 5 estrellas por el periodista Dave Meltzer.
- Bianca Belair derrotó a Asuka y retuvo el Campeonato Femenino de Raw (16:03).[51]
  - Belair cubrió a Asuka después de un «KOD».
- Edge derrotó a "Demon" Finn Bálor en un Hell in a Cell Match (18:09).[52]
  - Edge cubrió a Bálor después de un «Con-Chair-To».
  - Durante la lucha, Edge le lanzó a Bálor una escalera, que lo golpeó y le abrió la cabeza.
  - Esta fue la última lucha de Edge en un P.L.E. de WWE.
- Snoop Dogg derrotó a The Miz (1:48). 
  - Dogg cubrió a The Miz después de un «People's Elbow».
  - Originalmente, Dogg había pactado que The Miz se enfrentaría a Shane McMahon, pero este último se lesionó durante la lucha, por lo que decidió reemplazarlo él mismo.
- Roman Reigns (con Paul Heyman & Solo Sikoa) derrotó a Cody Rhodes y retuvo el Campeonato Universal Indiscutible de la WWE (34:35).[53]
  - Reigns cubrió a Rhodes después de un «Samoan Spike» de Sikoa seguido de un «Spear».
  - Durante la lucha, Sikoa, Heyman & The Usos interfirieron a favor de Reigns, mientras que Kevin Owens & Sami Zayn lo hicieron a favor de Rhodes.
  - Durante la lucha, el árbitro expulsó a Sikoa del ringside, sin embargo, regresó para atacar a Rhodes.

## Raw WrestleMania Edition
- Becky Lynch (con Lita & Trish Stratus) derrotó a Iyo Sky (con Bayley & Dakota Kai).
  - Lynch cubrió a Sky después de un «Manhandle Slam».
  - Durante la lucha, Bayley & Kai intefirierion a favor de Sky, mientras que Stratus & Lita lo hicieron a favor de Lynch.
- Seth "Freakin" Rollins derrotó a Mustafa Ali.
  - Rollins cubrió a Ali después de dos «Curb Stomp».
- The Street Profits (Angelo Dawkins & Montez Ford), Braun Strowman & Ricochet derrotaron a Alpha Academy (Chad Gable & Otis) & The Viking Raiders (Erik & Ivar) (con Valhalla & Maxxine Dupri). 
  - Ford cubrió a Erik después de un «Frog Splash».
- Chelsea Green & Sonya Deville derrotaron a Mia Yim "Michin" & Candice LeRae.
  - Green cubrió a Yim después de un «Unprettier».
  - Con esta victoria, Green & Deville clasificaron al WrestleMania Showcase Match Femenino.
- Rey Mysterio derrotó a Damian Priest (con Dominik Mysterio) por descalificación.
  - Priest fue descalificado después que Dominik atacara a Rey.
  - Después de la lucha, The Judgment Day atacó a Rey, pero fueron detenidos por Legado Del Fantasma.
- Gunther (con Ludwig Kaiser & Giovanni Vinci) derrotó a Dolph Ziggler.
  - Gunther cubrió a Ziggler después de un «Last Symphony».
- Cody Rhodes derrotó a Solo Sikoa (con Paul Heyman).
  - Rhodes cubrió a Sikoa después de un «Cross Rhodes».
  - Durante la lucha, The Usos distrajó a Rhodes, pero fueron detenidos por Kevin Owens & Sami Zayn.
  - Esta lucha marcó la primera derrota de Sikoa en el roster principal tras 6 meses y 24 días.

## SmackDown WrestleMania Edition
- Ricochet (con Braun Strowman) derrotó a Montez Ford (con Angelo Dawkins), Erik (con Ivar & Valhalla) y Chad Gable (con Otis).(9:36)
  - Ricochet cubrió a Gable después de un «630 Splash».
- Raquel Rodríguez (con Liv Morgan) derrotó a Natalya (con Shotzi), Shayna Baszler (con Ronda Rousey) y Sonya Deville (con Chelsea Green).(2:54)
  - Rodríguez cubrió a Deville después de un «Texana Bomb».
- Drew McIntyre & Sheamus derrotaron a Imperium (Ludwig Kaiser & Giovanni Vinci).(8:22)[54]
  - Sheamus cubrió a Vinci después de un «Brogue Kick».
- Bobby Lashley ganó el André the Giant Memorial Battle Royal.(14:30)[55][56][57][58][59]
  - Lashley eliminó finalmente a Bronson Reed, ganando la lucha.
  - Los otros participantes fueron (en orden de eliminación y quien lo eliminó): Baron Corbin (Boogs), Top Dolla (Lashley), Ashante Adonis (Lashley), Joaquin Wilde (Strowman), Ivar (ma.çé), Angelo Dawkins (ma.çé), ma.çé (Lumis), mån.sôör (Gargano), Karl Anderson (Otis), Luke Gallows (Otis), Otis (Boogs y Elias), Elias (Angel y Humberto), Angel (Boogs), Humberto (Boogs), Cruz Del Toro (Strowman), Shelton Benjamin (Holland), Cedric Alexander (Butch), Dexter Lumis (Moss), Xavier Woods (Kross), Mustafa Ali (Knight), Madcap Moss (Reed), Rick Boogs (Strowman), Dolph Ziggler (Lashley), Johnny Gargano (Lashley), Santos Escobar (Strowman), Ridge Holland (Reed), Karrion Kross (Lashley), Butch (Reed), LA Knight (Reed) y Braun Strowman (Reed).